# الجبيرات
قرية الجبيرات هي إحدى القرى التابعة لمركز طهطا بمحافظة سوهاج في جمهورية مصر العربية. حسب إحصاءات سنة 2006، بلغ إجمالي السكان في الجبيرات 10290 نسمة، منهم 5318 رجل و4972 امرأة.